# Contarinia excavationis
Contarinia excavationis är en tvåvingeart som först beskrevs av Ephraim Porter Felt 1907.  Contarinia excavationis ingår i släktet Contarinia och familjen gallmyggor. Inga underarter finns listade i Catalogue of Life.